# Bractwo Świętej Anny
Bractwo Świętej Anny – bractwo założone 19 października 1590 roku w Krakowie przy kościele św. Anny przez ks. Józefa z Urzędowa. Przedsięwzięciu patronował kardynał Jerzy Radziwiłł. Rok później bractwo zostało zatwierdzone przez papieża i przyłączone do podobnego bractwa w Warszawie. Dopiero w 1593 roku bp. Jerzy Radziwiłł i Jan Dymitr Solikowski zatwierdzili odrębne statuty krakowskiego bractwa św. Anny.
Bractwo stawiało sobie za cel obronę wiary katolickiej przed arianami i protestantami. Jego członkowie, oprócz studiowania doktryny Kościoła i prowadzenia dysput z innowiercami, mieli obowiązek uczestniczyć codziennie w Mszy Świętej. Członkowie bractwa pochodzili głównie z wykształconych warstw społecznych (duchowni, profesorowie Akademii, szlachta, mieszczanie) i musieli spełniać wysokie wymogi pod względem moralnymi i intelektualnym. Do bractwa należały również kobiety. Okresem najprężniejszej działalności bractwa był przełom XVI i XVII wieku, należeli wówczas do bractwa nawet król Zygmunt III Waza i Jan Zamoyski. W 1810 działalność bractwa zamarła, w 1846 reaktywowano je. Ostatnie wzmianki o jego działaniu pochodzą z okresu II wojny światowej.